# Arkitektgillet
Arkitektgillet är en underavdelning för de finlandssvenska arkitekterna inom Tekniska Föreningen i Finland. 
Arkitektgillet har sitt ursprung i den 1892 grundade Arkitektklubben, ur vilken även Finlands Arkitektförbund bildades 1918.